# 大波兰地区戈茹夫车站

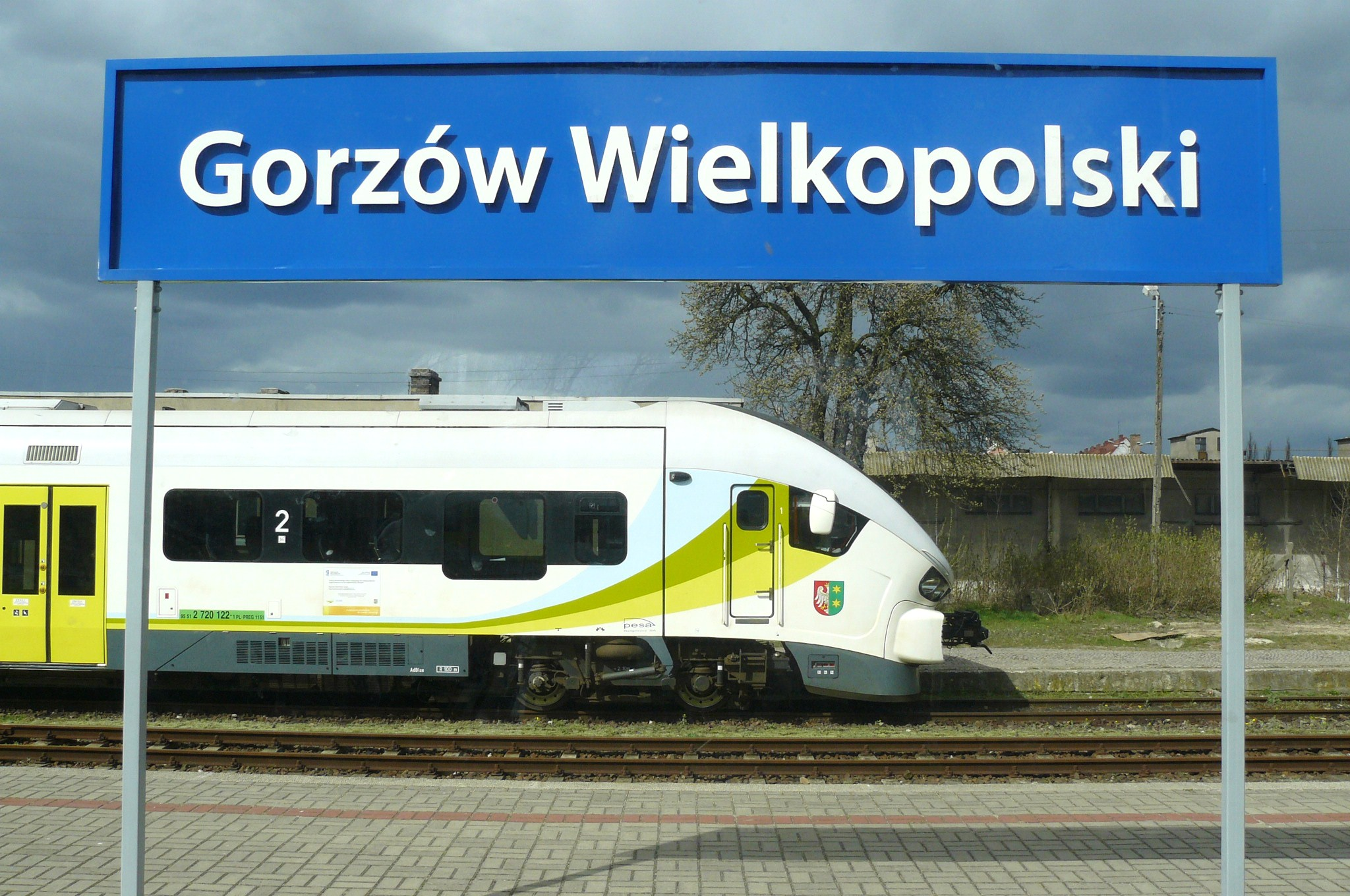
車站月台

大波兰地区戈茹夫车站（波蘭語：Stacja Gorzów Wielkopolski）是波蘭西部盧布斯卡省首府之一大波兰地区戈茹夫的一座鐵路車站，於1857年10月12日啟用。位於特切夫-科斯特爾津鐵路、茲布施內克-戈爾佐夫維科波爾斯基鐵路和戈爾佐夫維科波爾斯基-邁斯利博爾茨鐵路上。